# Chiave di volta

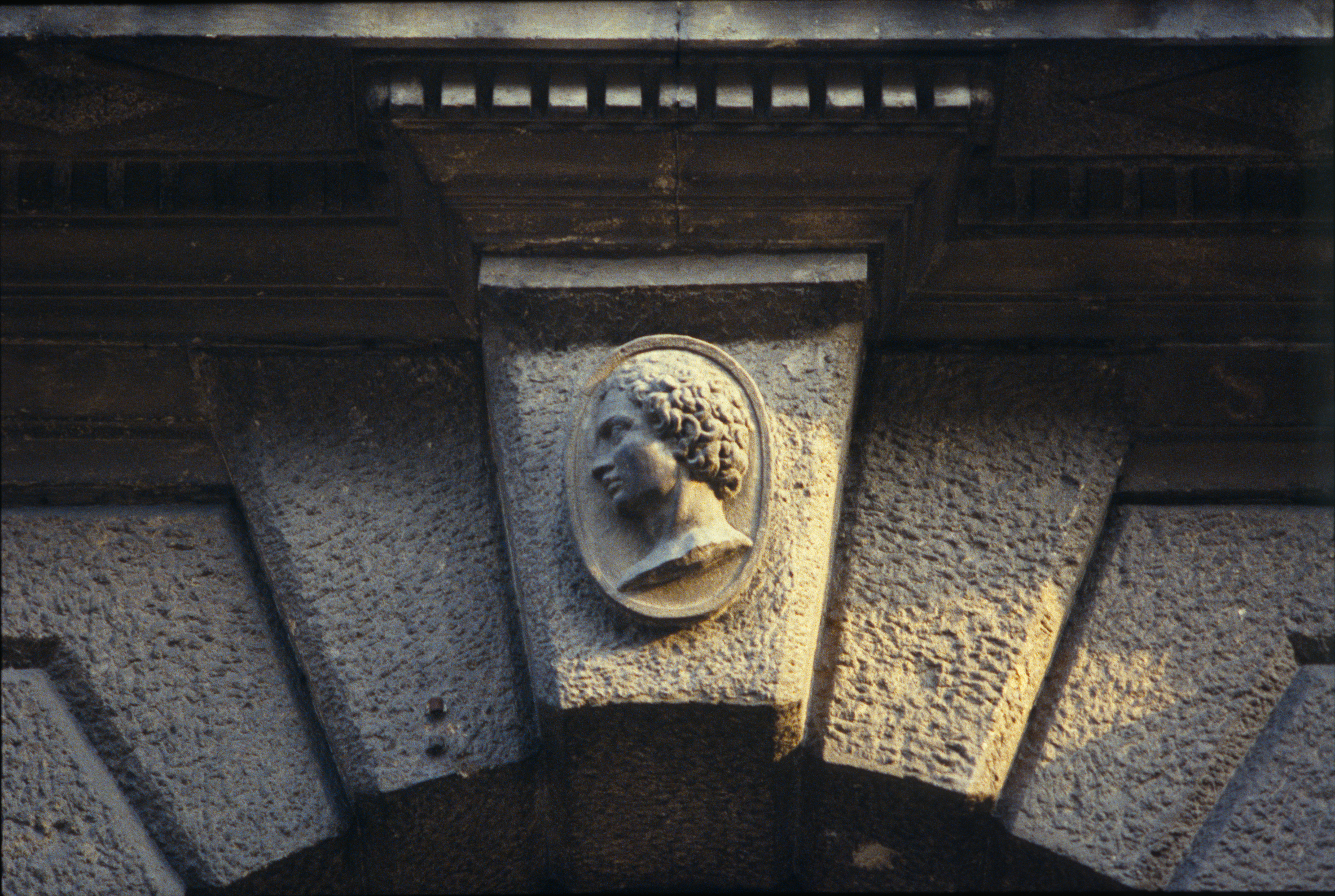
Chiave di volta con volto di profilo, portone del palazzo a bugnato rustico Giardino Giusti, Verona

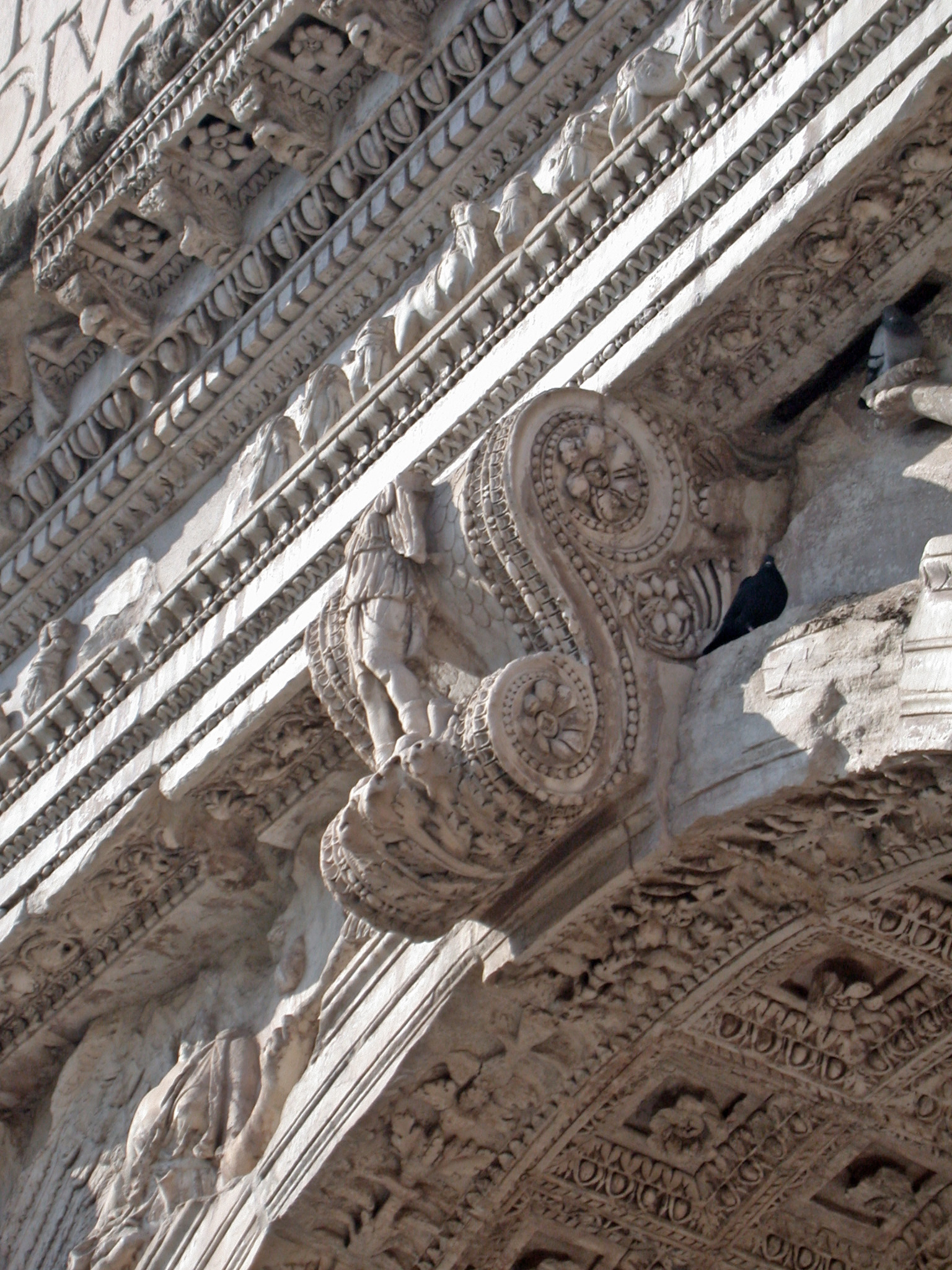
Chiave di volta sull'arco di Tito nel Foro Romano a Roma

La chiave di volta è una pietra lavorata (o "acconciata" o "concio") per adempiere a funzioni strutturali, posta al vertice di un arco o di una volta; chiude, con la sua forma a cuneo, la serie degli altri elementi costruttivi disposti uno a fianco dell'altro ed è quindi elemento indispensabile per scaricare il peso retto dall'arco sui pilastri laterali. 
Gli Etruschi furono gli inventori della chiave di volta in quanto primo popolo del Mar Mediterraneo che introdusse l'arco nelle costruzioni. Da loro i Romani appresero la tecnica, che sfruttarono abilmente in opere come il Colosseo e gli acquedotti.
Nell'architettura romana la chiave di volta presenta spesso in facciata, in particolare sugli archi trionfali, una decorazione, più sporgente rispetto a quella del resto dei blocchi che compongono l'arco (in genere sagomati come architrave curvilineo, o archivolto). Si tratta di una grande mensola con profilo ad S e disposta verticalmente, sulla cui faccia sono presenti rappresentazioni figurate, spesso di divinità.

## Altri significati
In senso figurato la "chiave di volta" rappresenta l'elemento centrale o portante di qualcosa, attorno al quale ruota un sistema, una dottrina, una scuola, o una serie di eventi.